# Charlottenlund

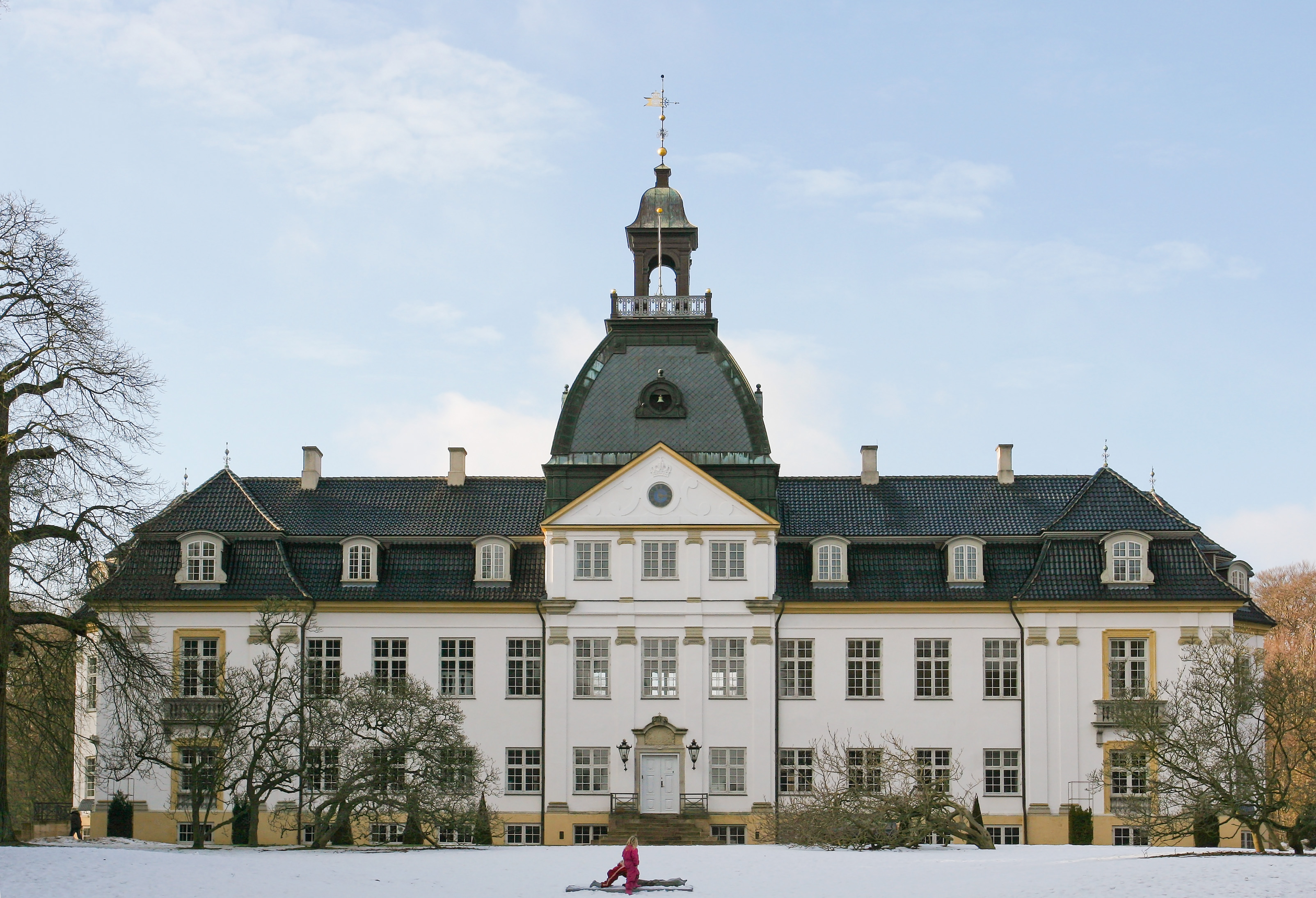
Zámek Charlottenlund

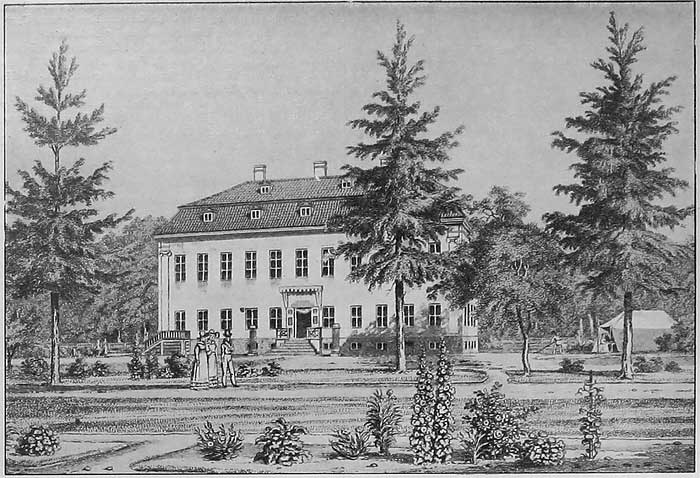
Zámek Charlottenlund. Kresba H.G.F. Holma, kolem r. 1830.

Charlottenlund (dánsky Charlottenlund Slot) je malý zámek blízko Kodaně v Dánsku, na území obce Gentofte na největším dánském ostrově Sjælland na východě země.

## Historie
V roce 1663 převedl Frederik III. místo, známé jako Deer Park at Ibstrup, na svého komorníka Jacoba Petersena, jenž z něj udělal místo zábavy. Gyldenlund pak několikrát změnil vlastníka, až zde v roce 1690 královská rodina vybudovala své venkovské sídlo.
V roce 1671 získal Gyldenlund Ulrik Frederik Gyldenløve, syn Frederika III. a jeho milenky Markéty Pape. Kolem roku 1715 přešel do rukou korunního prince Kristiána (pozdější král Kristián VI.), který ho v roce 1730 dal jako dar své sestře princezně Šarlotě Amálii, dceři dánského krále Frederika IV.; ta zde v letech 1731 - 1733 vystavěla barokní zámek a nazvala ho Charlottenlund. Neprovdaná princezna užívala zámek jako letní sídlo až do své smrti v roce 1782.
V období kolem roku 1815 byl Charlottenlund a jeho zahrady oblíbeným módním místem pro nedělní výlety kodaňských obyvatel. V letní sezóně se zde pod stany provozovala hudba a zpěv.
V 19. století zde řadu let žila princezna Luisa Šarlota Dánská a její manžel lankrabě Vilém Hesensko-Kasselský.
V roce 1869 se zde usadili korunní princ Frederik (pozdější král Frederik VII.) se svou ženou Luisou Švédskou. Narodili se zde jejich dva synové, princové Kristián a Karl (pozdější dánský král Kristián X. a norský král Haakon VII.). V letech 1880-1881 nechali zámek radikálně přestavět - byl rozšířen o postranní křídla a kopuli s tzv. lucernou. Tato přestavba ve stylu francouzské renesance, jejímž autorem je architekt Ferdinand Meldahl, charakterizuje jeho architekturu dodnes. 
Královští manželé zde žili až do své smrti - Frederikovy v roce 1912 a Luisiny v roce 1926. 
Královská rodina přestala zámek užívat v roce 1935 a přenechala ho Dánskému institutu rybářství a výzkumu oceánu, který zde sídlí dodnes. Na západním konci zámeckých zahrad se nachází Dánské akvárium.
Zámek je ve vlastnictví státu a jeho správa je v gesci Správy královských paláců a majetků. V roce 1938 byl za zámkem vztyčen obelisk na památku jeho posledních dvou královských obyvatel.

## Zámecké zahrady
Zámek je obklopen rozlehlým parkem a zahradami založenými v anglickém stylu, s množstvím stromů a umělých jezírek, část zahrady je charakterizována francouzským stylem.
Zámecké zahrady prošly několika fázemi změn podle módních stylů té které doby. 

### 17. století
V roce 1670 nechal Ulrik Frederik Gyldenløve v areálu vybudovat příkopy, rybníky a cesty. Koncem 17. století se v zámeckých zahradách vyskytovalo tak velké množství druhů rostlin, že královský botanik Peder Kylling v roce 1684 mohl publikovat katalog obsahující 404 rostlin, jež všechny byly nalezeny v těchto zahradách.

### 18. století
V 18. století, když princezna Šarlota Amálie žila v zámku, bylo několik malých pravoúhlých barokních zahrad rozšířeno do dnešní rozlohy. V té době byl Šarlotin zámek obklopen malou zahradou v barokním stylu s pravoúhlými květinovými záhony úzkostlivě ozdobenými zimostrázovými ornamenty a tisy tvarovanými do tvaru pyramid. Dlouhé eleganntní stromořadí, které nyní vede z Strandvejen do Charlottenlundu, že živou připomínkou geometrického zahradnictví tohoto období. 
V roce 1990, kdy proběhla renovace zámeckého areálu, byly podle kresebných podkladů z barokního období rekonstruovány zimostrázové záhony, pyramidovitě zformované túje a paralelní řady tisů.

### Královská užitková zahrada
V roce 1826 se v Charlottenlundu usadila sestra Kristiána VIII., princezna Luisa Šarlota, se svým manželem Vilémem Hesenským. Luisa Šarlota založila užitkovou zahradu, v níž se pěstovaly byliny, koření, zelenina a ovoce. V roce 1909, po uzavření skleníků v zahradách zámku Rosenborg, poskytoval Charlottenlund své výpěstky pro potřeby královského domu.

### Romantická krajina
V letech 1880-1881 byly zámecké zahrady Charlottenlundu přetvořeny z barokní podoby do podoby romantické krajiny inspirované přírodou a byla k nim připojena část charlottenlundského lesa. V téže době byl do současné podoby přestavěn i zámek. Správcové zahrad R. Rothe a H.A. Flindt jsou autory jejich současného vzhledu. Za panování Frederika VIII. byly pravidelně vysazovány nové rostliny a instalovány postřikovače trávníků.
Na západním konci zámeckých zahrad se nachází Dánské akvárium.